# 营里站
营里站是皖赣铁路的一个车站，位于江西省浮梁县兴田乡潭口村，距芜湖站351公里，距贵溪站189公里。现由南昌局集团上饶车务段管辖，是南昌局与上海局集团在皖赣线上的局界站，也是赣皖两省的分界站，有“南昌铁路局的北大门”之称。

## 概要
营里站于1984年建成通车，站房面积402平方米。原营里站共有10名职工，办理旅客乘降，不办理行李、包裹托运；货运仅办理路用货物发送、到达。此外，营里站有一班始发往景德镇站的通勤列车，供沿线车站铁路职工乘用。作为局界站，营里站离兴田乡22公里、离景德镇市区52公里，交通十分不便。车站职工除了乘休息时前往乡里购买荤菜外，还在站内花圃里开荒种菜，围场养鸡以补贴基本生活需要。
皖赣铁路浯溪口水库段改线工程新建营里站，改线工程于2018年12月20日投入使用后，既有营里站将被拆除。

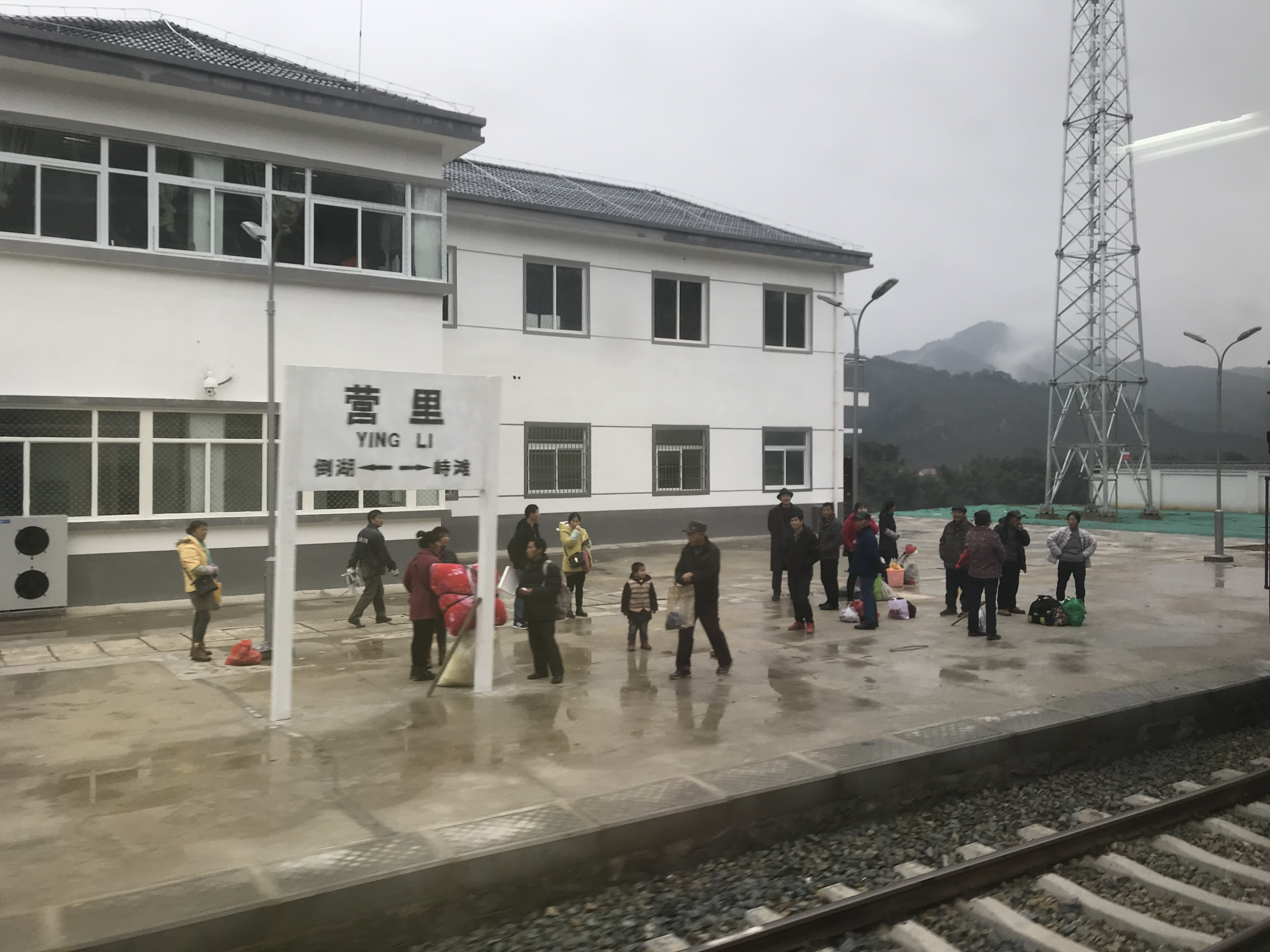
新站站牌
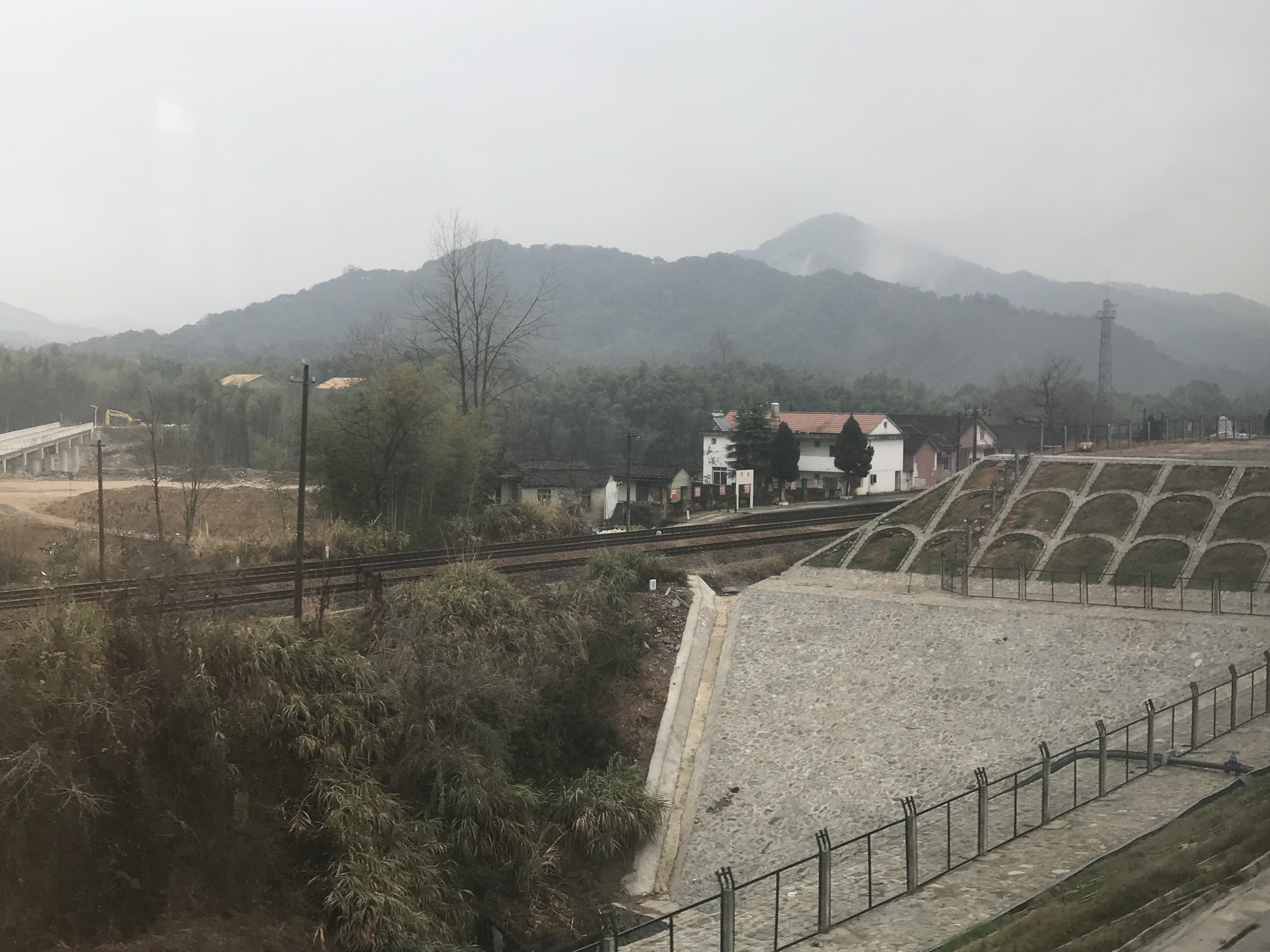
从新站眺望旧站
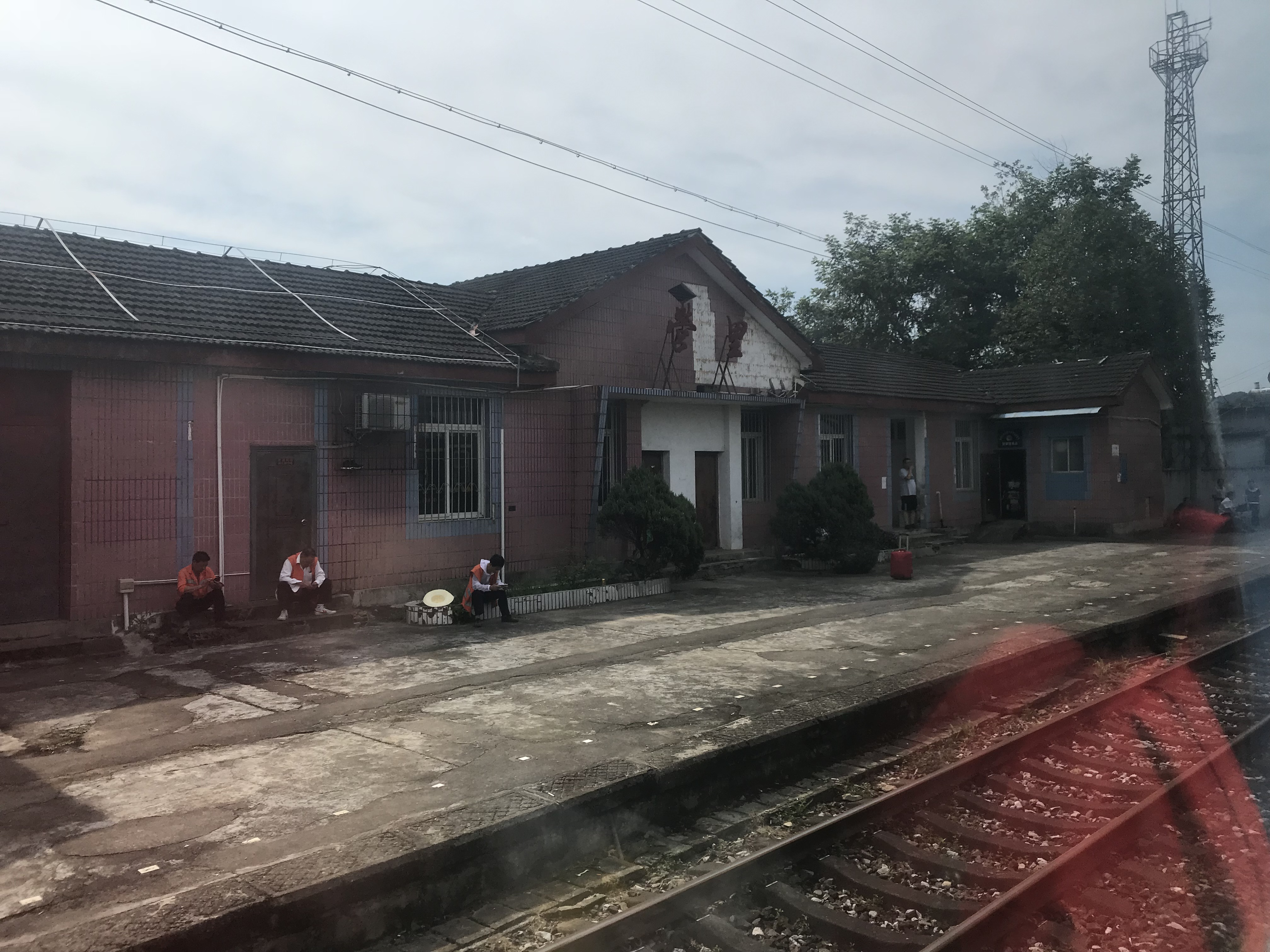
旧站站房
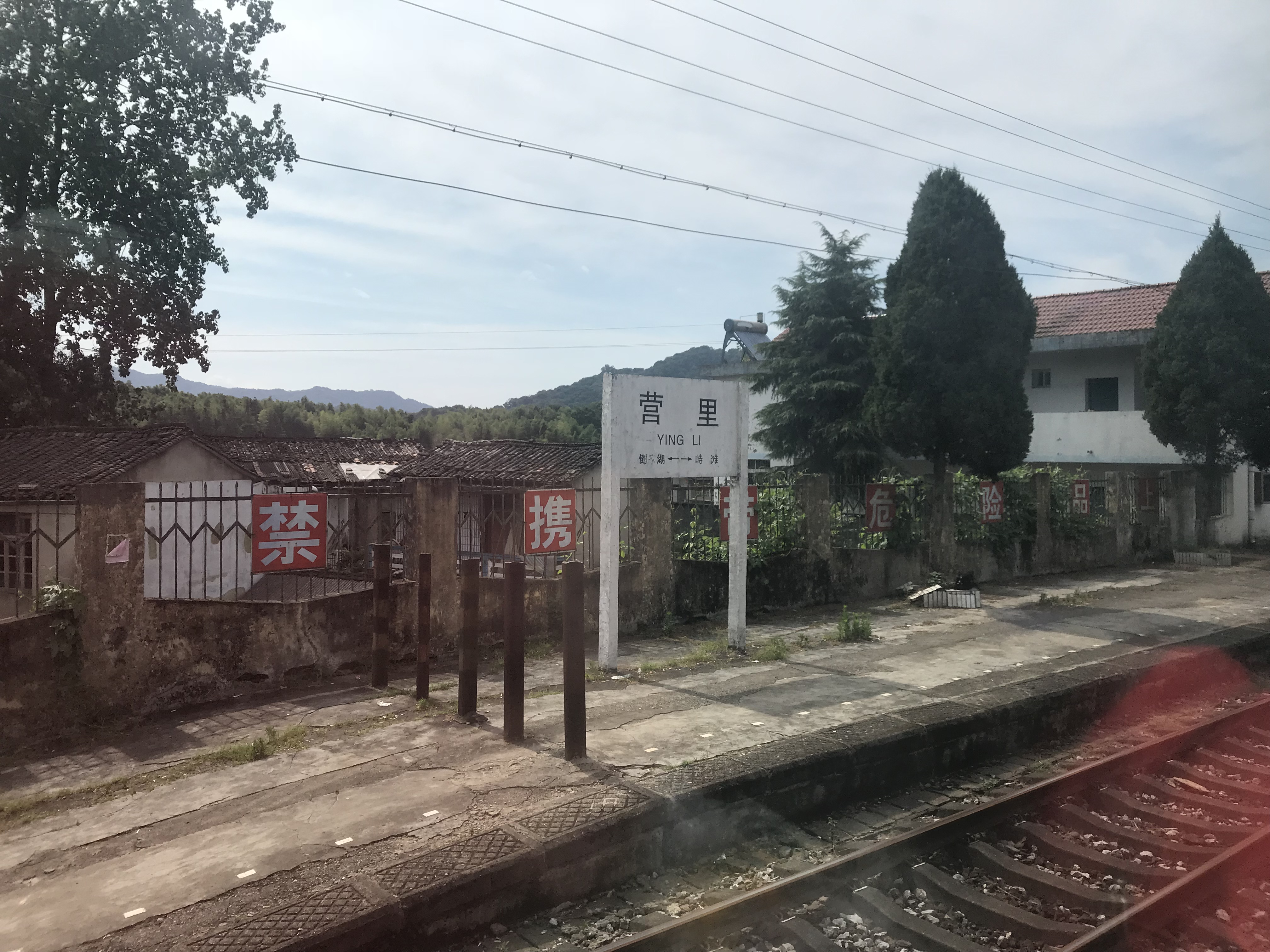
旧站站牌

## 事件
1995年9月26日，1521次货物列车在通过营里站时被站长发现其中一节车厢转向架燃轴，随大声呼叫车长拉闸停车，避免了一起行车事故的发生:233。

## 周边
- 潭口村
- 营里村